# Помнэколь (станция метро)
«Помнэколь» (кор. 범내골역) — подземная станция Пусанского метро на Первой линии.
Она представлена островной платформой. Станция обслуживается Пусанской транспортной корпорацией. Расположена в квартале Помчхон-дон муниципального района Чунку Пусана (Республика Корея). Возле станции находится главный офис Пусанской транспортной корпорацией, Торгово-промышленная палата Пусана и главный офис авиакомпании «Эйр Пусан». На станции установлены платформенные раздвижные двери.
Станция была открыта 19 июля 1985 года. До 14 мая 1987 года станция была конечной Первой линии.